# Северный (Рязанская область)
Северный — посёлок в Рязанском районе Рязанской области России. Входит в состав Мурминского сельского поселения.

## Географическое положение
Посёлок Северный расположен примерно в 26 км к северо-востоку от Рязани. Ближайший населённый пункт: село Долгинино к югу.
В 2 км к северо-востоку от посёлка находится озеро Перкино.

## История
Посёлок Северный был основан во второй половине 40-х годов XX века как посёлок при торфоразработках. Торф по узкоколейной железной дороге перевозился на Мурминскую ткацкую фабрику. В начале 70-х годов XX века Мурминская фабрика перестала использовать торф. Его добыча близ посёлка Северный прекратилась, узкоколейка была разобрана.

## Население
| 2010 |
| ---- |
| 14   |

## Транспорт и связь
Посёлок обслуживает сельское отделение почтовой связи Долгинино (индекс 390529).